# Opposition à Vladimir Poutine en Russie
L'opposition à Vladimir Poutine en Russie peut être divisée entre l'opposition parlementaire à la Douma et les diverses organisations et personnalités d'opposition extraparlementaires. Alors que les premiers sont largement considérés comme étant plus ou moins fidèles au gouvernement et à Poutine, les seconds s'opposent au gouvernement et sont pour la plupart non représentés dans les organes gouvernementaux.

## Historique

### Élections législatives de 2011
La contestation des élections législatives russes de 2011, rebaptisée par Boris Nemtsov « révolution blanche » ou « révolution des neiges », consiste en une série de manifestations à la suite des élections législatives russes du 4 décembre 2011.

### Invasion de la Crimée (2014)
Alors que la majorité des Russes soutiennent Vladimir Poutine, une minorité s'oppose à l'annexion de la Crimée. Ainsi, en mars 2014, environ 30 000 personnes (3 000 selon la police) manifestent contre cette politique sur l’avenue Sakharov à Moscou.

### Manifestations de 2017-2018
En 2017 et 2018, des manifestations ont lieu contre la corruption supposée du régime Poutine puis contre le relèvement de l'âge légal de départ à la retraite.

### Manifestations de 2021
Entre janvier et avril 2021, des manifestations se tiennent en Russie en soutien au dirigeant de l'opposition Alexeï Navalny, immédiatement arrêté à son retour en Russie après avoir été envoyé en Allemagne pour y être soigné à la suite d'un empoisonnement l'année précédente. Quelques jours avant le début des manifestations a été diffusé un film de Navalny et de sa Fondation anticorruption (FBK), Un palais pour Poutine : L'Histoire du plus gros pot-de-vin.

### Guerre en Ukraine (depuis 2022)

Drapeau de l'opposition russe à l'invasion de l'Ukraine

À la suite de l’invasion russe de l’Ukraine le 24 février 2022, des manifestations anti-guerre éclatent dans l'ensemble de la Russie.
Pour éviter d'être mobilisés dans l'armée, des Russes opposés à la guerre quittent le pays et se réfugient à l'étranger, notamment en Ouzbékistan, Géorgie, Arménie, Turquie, Dubaï, Thaïlande ou dans les pays nordiques comme la Finlande.
Durant le premier mois de l'invasion de l'Ukraine, 15 000 personnes à travers la Russie, opposées à la guerre, furent arrêtées et poursuivies en justice. Le principal slogan anti-guerre était « La Russie sera libre » utilisé auparavant par Boris Nemtsov, symbole - drapeau blanc-bleu-blanc interdit dans la fédération de Russie d'être utilisé de la même manière que le drapeau de Ukraine et le drapeau LGBT, et chanson - Hymne de la Russie libre auparavant interdit en Union soviétique et utilisé sur les stations de radio en langue russe des pays du bloc de l'Ouest qui diffusaient à destination des dissidents. Et l’opposant Alexeï Navalny, qui a été empoisonné par le Service fédéral de sécurité de la fédération de Russie et qui était en prison à l’époque, malgré les tortures infligées par l’administration pénitentiaire, y compris le fait d’être maintenu dans des conditions insupportables, privé de sommeil normal et de soins médicaux, a soutenu le mouvement anti-guerre, appelant les Russes à lutter contre le régime de Poutine,